# 傑克·威爾森 (游擊手)
傑克·尤金·威爾森（英語：Jack Eugene Wilson，1977年12月29日—），為前美國職棒大聯盟的游擊手，生涯曾效力於海盜、水手與勇士等隊。他曾在大峽谷大學棒球隊擔任助理教練。

## 職業生涯
1998年大聯盟選秀，威爾森被紅雀選走。2000年，紅雀將威爾森交易到海盜，換來Jason Christiansen。

### 匹茲堡海盜
2001年，威爾森登上大聯盟。接下來兩年，威爾森的打擊率都維持在2成5左右。
2004年，威爾森繳出生涯新高的3成08打擊率，並敲出聯盟最多的12支三壘安打。而他也敲出11轟與49分打點。原本他多半時間都擔任球隊第八棒，不過他靠著好表現讓他成為球隊的中心棒次。他也在這年成為國聯第9位單季敲出200安的游擊手。
防守方面，威爾森製造了129次雙殺，刷新隊史游擊手單季紀錄。這年他入選了唯一一次的明星賽，也拿下了銀棒獎和羅伯托·克萊門特獎。
2004年12月，威爾森因進行闌尾切除術而住院。2005年4月，他的打擊率僅有1成63，上半季打擊率也只有2成27。不過他也在身體恢復後愈打愈好，最終整季他的打擊率為2成57。守備方面，威爾森更是沒有受到身體狀況影響，各項數據幾乎都是大聯盟第一。
2007年，威爾森敲出12轟喜下生涯新高，他的交易傳聞也甚囂塵上。

### 西雅圖水手
2009年7月29日，海盜將威爾森和Ian Snell交易到水手，換來Ronny Cedeño、Jeff Clement、Aaron Pribanic、Brett Lorin和Nate Adcock。同年，他獲選防守聖經獎。
2009年11月，威爾森與水手續簽2年100萬美元的合約。

### 亞特蘭大勇士
2011年8月31日，水手將威爾森交易到勇士，換來一名日後指定球員。2012年1月13日，威爾森與勇士續簽1年100萬美元的合約。
2012年8月31日，威爾森遭到釋出，最終他在9月25日宣布退休。

## 生涯打擊成績
| 出賽次數 | 打席 | 打數 | 得分 | 安打 | 二安 | 三安 | 全壘打 | 打點 | 盜壘 | 保送 | 三振 | 打擊率 | 上壘率 | 長打率 | OPS  |
| -------- | ---- | ---- | ---- | ---- | ---- | ---- | ------ | ---- | ---- | ---- | ---- | ------ | ------ | ------ | ---- |
| 1370     | 5339 | 4890 | 565  | 1294 | 243  | 34   | 61     | 426  | 43   | 270  | 619  | .265   | .306   | .366   | .671 |

## 個人生活
威爾森於1999年結婚，並育有3名子女。他的大兒子雅各在2022年獲得金靴獎，並在2023年投入選秀，在第6順位被運動家選走。

## 外部連結
- 球員資訊和成績在MLB，ESPN，Baseball-Reference，Fangraphs（英文）